# Щербаки (Новосибирская область)
Щербаки́ — село в Усть-Таркском районе Новосибирской области. Административный центр Щербаковского сельсовета.

## География
Площадь села — 156 гектаров.

## Население
| 2002 | 2007 | 2010 |
| ---- | ---- | ---- |
| 683  | ↗706 | ↘631 |

## Инфраструктура
В селе по данным на 2007 год функционируют 1 учреждение здравоохранения и 2 учреждения образования.

## Известные уроженцы
- Безрядин, Николай Васильевич (1926—2007) — советский и российский журналист, краевед, главный редактор газеты «Советская Сибирь» (1961—1987)[5].